# Plumularia flexuosa
Plumularia flexuosa är en nässeldjursart som beskrevs av V.S. Bale 1894. Plumularia flexuosa ingår i släktet Plumularia och familjen Plumulariidae. Inga underarter finns listade i Catalogue of Life.